# Malireich

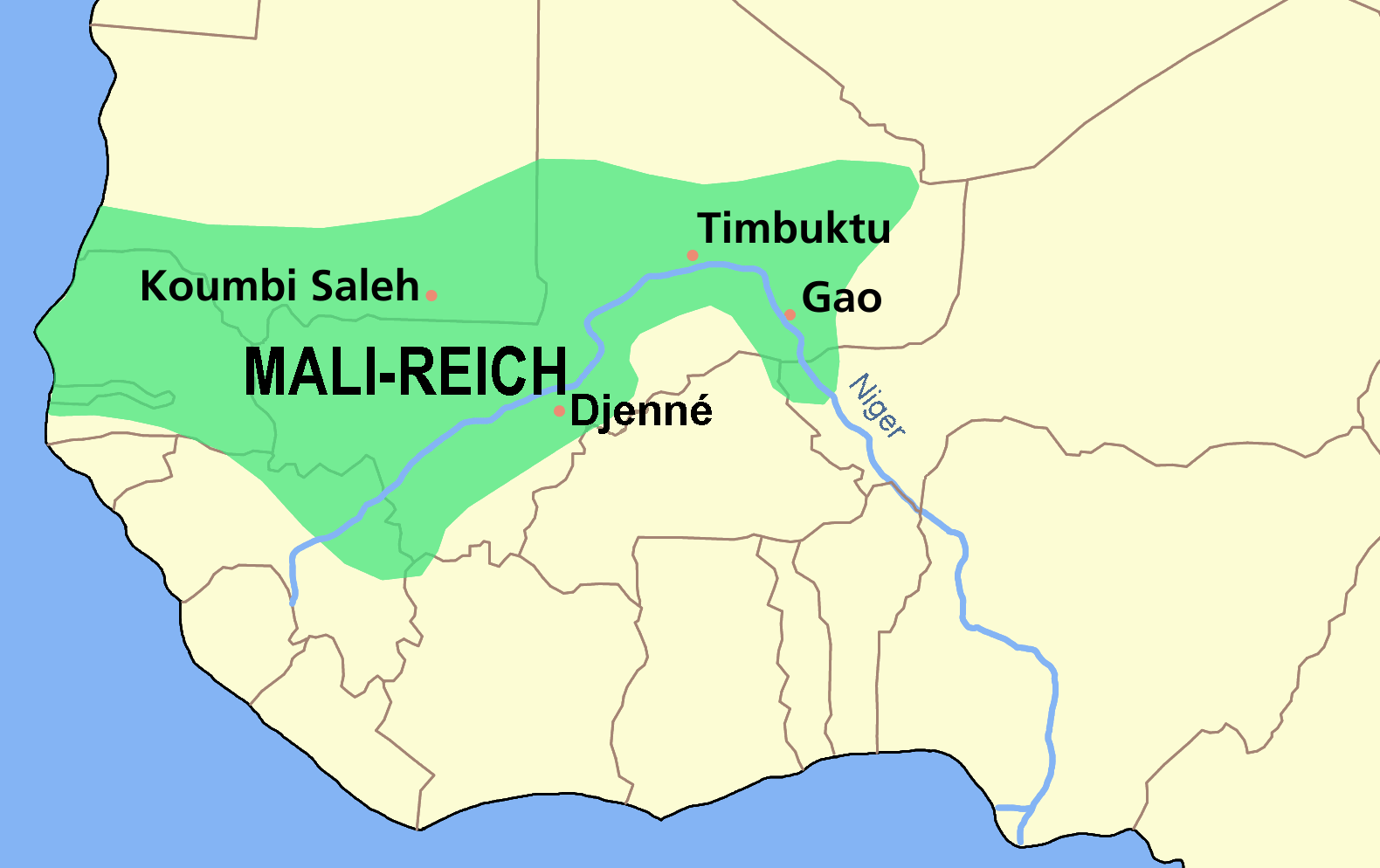
Mutmaßliche Ausdehnung des Malireiches im 13. Jahrhundert

Das mittelalterliche Reich Mali (auf Mandinka: Manden Kurufa) war das größte westafrikanische Reich der Geschichte.
Staatsvolk waren die Malinke („Leute Malis“) und wichtigste Einkommensquelle war der Goldhandel. In seinen Grenzen entsprach es ungefähr dem heutigen Mali, das Handelszentrum war Timbuktu. In seiner größten Ausdehnung reichte das Malireich aber weit darüber hinaus vom Atlantischen Ozean bis zum Gebirge des Aïr im Zentrum des Niger.

## Pilgerfahrten der Maliherrscher nach Mekka

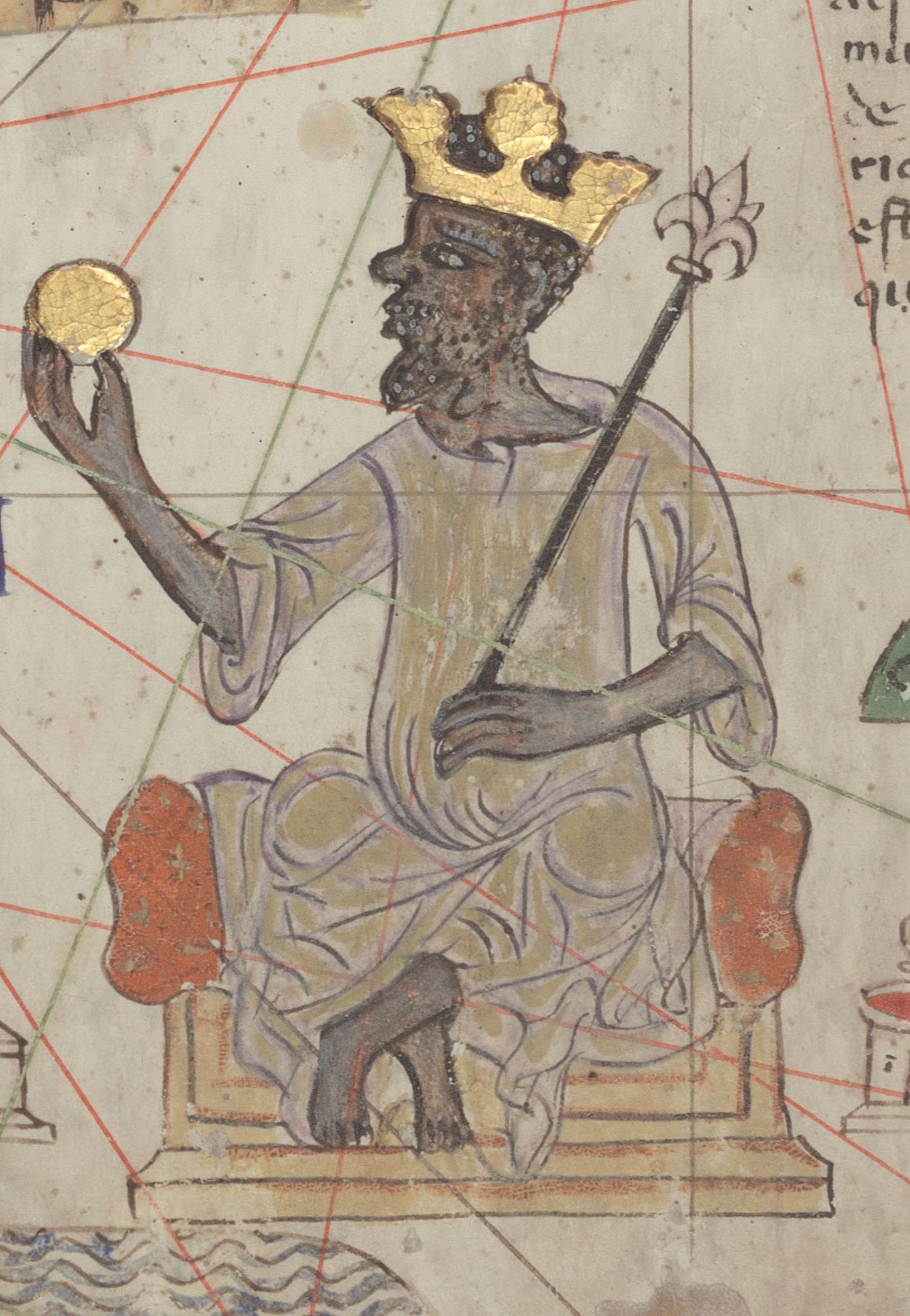
Der Herrscher Mansa Musa von Mali (Katalanischer Weltatlas, 1375)